# Sound of White Noise
| 전문가 평가                       | 전문가 평가 |
| 평가 점수                         | 평가 점수   |
| 출처                              | 점수        |
| --------------------------------- | ----------- |
| AllMusic                          | [ 4 ]       |
| Collector's Guide to Heavy Metal  | 10/10       |
| Encyclopedia of Popular Music     | [ 6 ]       |
| The New Rolling Stone Album Guide | [ 7 ]       |
| Rolling Stone                     | [ 8 ]       |

《Sound of White Noise》는 1993년 5월 25일, 엘렉트라 레코드에 의해 발매된 미국의 헤비 메탈 밴드 앤스랙스의 여섯 번째 스튜디오 음반이다. 1992년 오랜 프론트맨 조이 벨라도나를 대신한 보컬리스트 존 부시가 피처링한 첫 번째 음반이자 오랜 리드 기타리스트 댄 스피츠와 함께한 마지막 스튜디오 음반이다. 이 음반은 또한 부시의 이전 밴드인 아모드 세인트의 《Symbol of Salvation》을 프로듀싱한 프로듀서 데이브 저든과 함께 작업한 두 번째 음반이기도 하다.

## 배경
밴드와 데이브 저든이 프로듀싱한 이 음반은 싱글 〈Only〉, 〈Room for One More〉, 〈Black Lodge〉 그리고 〈Hy Pro Glo〉를 포함하고 있다. 이 음반은 리드 보컬리스트인 조이 벨라도나가 탈퇴하고 그런지 영향력이 도입되면서 밴드의 사운드에 상당한 변화를 주었다. 저든은 앨리스 인 체인스와 제인스 어딕션 같은 곡들을 프로듀싱한 것으로 유명했다.
《Sound of White Nois》e로, 앤스랙스는 이전의 출력을 규정했던 빠른 화력의 스래시 메탈에서 멀어졌다. 그들의 새로운 사운드는 좀 더 직선적인 스타일의 아모드 세인트 (부시가 전곡을 공동 작곡함)에 끌렸고, 종종 더 멜로디컬한 작곡을 강조했다. 《Sound of White Noise》는 1990년, 더 진지하거나 진지한 음색으로 앤스랙스의 1980년대 음반의 유머를 포기한 시간의 지속에서 시작된 유행을 이어갔다. 〈Only〉를 월핑하고, 말을 더듬는 〈Hy Pro Glo〉의 스톱 스타트 다이내믹과 같은 곡들은 밴드가 녹음한 다른 곡들과 동등한 수준의 공격성을 유지했지만, 다른 얼터너티브 메탈 스타일로 유지했다. 다른 곡들은 중간 템포의 〈Room for One More〉나 (《트윈 픽스》 TV 시리즈에서 영감을 받고 키보디스트 안젤로 바다라멘티가 피처링한) 분위기의 〈Black Lodge〉와 같은 새로운 영역을 탐험하는 앤스랙스를 발견했다. 부시의 중저음의 어두운 보컬 스타일 또한 벨라도나의 보컬 스타일에서 큰 변화를 주었다. 음반 녹음 중에 밴드는 〈Poison My Eyes〉라는 곡과 더 스미스 노래 〈London〉의 커버도 제작했다(둘 다 영화 《라스트 액션 히어로》와 《에어헤드》의 사운드트랙에 수록되었다).

## 상업적 성과
이 음반은 첫 주에 62,000장이 팔리면서 빌보드 200 차트에서 7위로 데뷔했고, 앤스랙스의 역대 최고 차트 순위이다. 두 번째 주에 40,000장이 더 팔렸다. 《Sound of White Noise》는 1993년 7월 13일, 미국 음반 산업 협회로부터 골드 인증을 받았다.
2002년 기준으로 이 음반은 미국에서 511,284장이 팔렸다.

## 곡 목록
모든 곡들은 특별한 언급이 없는 한 존 부시, 스콧 이언, 프랭크 벨로 그리고 찰리 베넌티에 의해 작사/작곡하였다.
| #   | 제목                    | 작사·작곡                                   | 재생 시간 |
| --- | ----------------------- | ------------------------------------------- | --------- |
| 1.  | 〈Potters Field〉       |                                             | 5:00      |
| 2.  | 〈Only〉                |                                             | 4:56      |
| 3.  | 〈Room for One More〉   |                                             | 4:54      |
| 4.  | 〈Packaged Rebellion〉  |                                             | 6:18      |
| 5.  | 〈Hy Pro Glo〉          |                                             | 4:30      |
| 6.  | 〈Invisible〉           |                                             | 6:09      |
| 7.  | 〈1000 Points of Hate〉 |                                             | 5:00      |
| 8.  | 〈Black Lodge〉         | 부시, 이언, 벨로, 베넌티, 안젤로 바다라멘티 | 5:24      |
| 9.  | 〈C11 H17 N2 O2 S Na〉  |                                             | 4:24      |
| 10. | 〈Burst〉               |                                             | 3:35      |
| 11. | 〈This Is Not an Exit〉 |                                             | 6:49      |

## 인증
| 국가                       | 인증 | 판매량/출하량 |
| -------------------------- | ---- | ------------- |
| 캐나다 (뮤직 캐나다)       | 골드 | 50,000^       |
| 미국 (RIAA)                | 골드 | 500,000^      |
| ^출하량을 기반으로 한 인증 |      |               |